# Средний Каз
Средний Каз (Шалбаны) — река в России, протекает в Таштагольском районе Кемеровской области. Длина реки составляет 5 км, площадь водосборного бассейна 18 км².
Начинается к югу от горы Большой Шалбан. Течёт в общем северном направлении по осиново-берёзовому, осиново-пихтовому и берёзово-пихтовому лесу. Устье реки находится в 6 км по левому берегу реки Каз на территории посёлка Каз.

## Данные водного реестра
По данным государственного водного реестра России относится к Верхнеобскому бассейновому округу, водохозяйственный участок реки — Кондома, речной подбассейн реки — Томь. Речной бассейн реки — (Верхняя) Обь до впадения Иртыша.
Код водного объекта — 13010300112115200053298.